# Gamasomorpha wasmanniae
Gamasomorpha wasmanniae là một loài nhện trong họ Oonopidae.
Loài này thuộc chi Gamasomorpha. Gamasomorpha wasmanniae được Cândido Firmino de Mello-Leitão miêu tả năm 1939.